# Chavarriella semiornata
Chavarriella semiornata là một loài bướm đêm trong họ Geometridae.